# Jesucristo García
Jesucristo García es una canción de la banda de rock española Extremoduro, compuesta por Roberto Iniesta e incluida en su álbum debut. Se trata de una canción de temática marginal con cierta carga autobiográfica del autor, tratando el desamor y su inmersión en el mundo de las drogas. Con algunas analogías cristianas, podría considerarse como un alegato a la autodeterminación. En la lista que confeccionó la revista Rolling Stone sobre las 200 mejores canciones del pop y rock español fue posicionada en el puesto 135.

## Grabaciones
Tras ser grabada en una maqueta en enero de 1989, la banda grabaría la primera versión de estudio en el álbum Tú en tu casa, nosotros en la hoguera además de ser lanzada como la cara B del sencillo promocional Decidí bajo el sello discográfico Avispa Music. Ese mismo año, la banda había grabado una actuación con el audio de la primera maqueta que se emitió en TVE Cataluña el 29 de abril de 1990.
El grupo, tras firmar un contrato con la discográfica DRO, decidió remezclar la maqueta original además de añadirle algunas tomas de guitarra y teclados. De esta manera se publicó el álbum Rock transgresivo el 26 de agosto de 1994 dando lugar a una nueva versión de estudio de la canción contando esta vez con la ayuda de Iñaki Antón para las labores de producción.
A pesar de ello, el grupo siguió mostrándose disconforme con las producciones de bajo presupuesto de sus primeras grabaciones y decidió publicar una última versión de estudio en el álbum recopilatorio Grandes éxitos y fracasos (Episodio primero), publicado el 3 de mayo de 2004.

## Interpretaciones en directo
Las versiones interpretadas en directo suelen estar personalizadas con versiones extendidas o añadiendo improvisaciones. La versión del álbum Iros todos a tomar por culo, lanzado el 21 de abril de 1997, es cantada por Fito Cabrales junto a Robe Iniesta ya que el audio se extrajo de la gira de conciertos que hizo Extremoduro conjuntamente con la banda Platero y Tú. Durante la gira Para todos los públicos fue presentada por una introducción blusera y algunos guiños a La Tarara.

## Personal
Tú en tu casa, nosotros en la hoguera (1989)
- Roberto Iniesta – Guitarra y voz
- Salo – Bajo
- Luis "von Fanta" – Batería
- Ingeniero de sonido: J. J. Serrano
- Ayudante técnico: Iván Camacho
- Producción y arreglos: Extremoduro

Rock transgresivo (1994)
- Roberto Iniesta – Guitarra y voz
- Salo – Bajo
- Luis "von Fanta" – Batería
- Iñaki "Uoho" Antón – Guitarra y teclados
- Técnico de sonido: Félix Arribas
- Técnicos: Josu Monge y Aitor Ariño
- Producción: Extremoduro e Iñaki Antón

Grandes éxitos y fracasos (Episodio primero) (2004)
- Roberto Iniesta – Voz y guitarra
- Iñaki "Uoho" Antón – Guitarra, órgano, coros y producción
- Miguel Colino – Bajo
- José Ignacio Cantera – Batería
- Gino Pavone – Percusión
- Alex Sardui – Coros
- Fito Cabrales – Coros